# Skip Garibaldi
Skip Garibaldi, né en 1972, est un mathématicien américain faisant des recherches sur les groupes algébriques et surtout les groupes exceptionnels.

## Biographie
Garibaldi abandonne ses études secondaires pour fréquenter l'Université Purdue, où il obtient un baccalauréat en mathématiques et en informatique. Il obtient ensuite un doctorat en mathématiques de l'Université de Californie à San Diego en 1998. Sa thèse de doctorat porte sur la trialité et les groupes algébriques. Après avoir occupé des postes à l'École polytechnique fédérale de Zurich et à l'Université de Californie à Los Angeles, il rejoint la faculté de l'Université Emory en 2002 et est finalement promu professeur de recherche émérite Winship. En 2013, il devient directeur associé de l'IPAM à UCLA.

## Contributions scientifiques
L'ouvrage le plus cité de Garibaldi est le livre « Cohomological invariants in Galois cohomology », écrit avec Alexander Merkurjev et Jean-Pierre Serre, qui donne les fondements de la théorie des invariants cohomologiques des groupes algébriques. Son long ouvrage "Cohomological invariants: exceptional groups and Spin groups" porte sur ce thème.
Il reçoit une couverture médiatique pour son article " Il n'y a pas de théorie de tout à l'intérieur de E 8 " avec Jacques Distler proposant une réfutation de "Une théorie de tout exceptionnellement simple " de Garrett Lisi.
Il est également connu pour ses articles moins techniques sur la loterie, qui conduisent à des apparitions télévisées et à des changements de politique en Floride et en Géorgie.
En 2011, il reçoit le Prix Halmos-Ford de la Mathematical Association of America. Il est inclus dans la classe 2019 des boursiers de l'American Mathematical Society "pour ses contributions à la théorie des groupes et ses services à la communauté mathématique, en particulier à l'appui de la promotion des mathématiques auprès d'un large public".